# Caesar (serie)
Caesar è una serie di videogiochi distribuiti dalla Sierra Entertainment.

## Caratteristiche
I videogiochi fanno parte dei generi gestionale e strategico in tempo reale, e comportano la realizzazione e la gestione di una città in epoca antica. La serie si è concentrata sull'epoca romana ma in seguito ha esplorato nell'ordine anche le civiltà egizia, greca e cinese. 
Tra i videogiochi viene incluso Immortal Cities: Children of the Nile prodotto da Tilted Mill Entertainment. Sebbene questo non sia stato pubblicato da Sierra la struttura del videogioco ricalca fedelmente quelli della serie e la stessa Sierra affidò alla Tilted Mill Entertainment lo sviluppo di Caesar IV vista la qualità del precedente gioco.

## I titoli
- Caesar (1992)
- Caesar II (1995)
- Caesar III (1998)
- Pharaoh (1999)
- Cleopatra: Regina del Nilo (2000)
- Signore dell'Olimpo - Zeus (2000)
- Signore di Atlantide - Poseidon (2001)
- Emperor: La nascita dell'Impero Cinese (2002)
- Immortal Cities: Children of the Nile (2004)
- Caesar IV (2006)